# التهاب الأنفحة (المعدة)
التهاب المنفحة (المعدة)
التهاب المنفحة (المعدة) (بالإنجليزية: Abomasitis)‏ (سخام التهاب المنفحة (المعدة)) (بالإنجليزية: abomasal bloat)‏) هو مرض نادر نسبيًا، يصيب المجترة. يتميز التهاب في منفحة العجول الشباب، الضأن، وصغارالماعز، أنه يحدث مع التهاب المعدة والأمعاء، ولكن نادرًا ما يتم تشخيصه كمرض منفصل، وأسبابه غير معروفة حتى الآن. ومعدل الوفاة غير مؤكد، ولكن يبدو أنه من 75 إلى 100 ٪.